# Fox Showcase
Pour les articles homonymes, voir Showcase.
Fox Showcase est une chaîne de télévision payante australienne lancée le 1er décembre 2007 et appartenant à Foxtel depuis 2012 (anciennement à Premium Movie Partnership de 2007 à 2012).
Elle diffuse la majorité de la programmation des chaînes américaines HBO, Showtime et FX, ainsi que des productions originales.

## Programmation originale
- Love My Way (en) (3e saison, 2007)
- Satisfaction (2007–2010)
- Tangle (en) (2009–2012)
- Cloudstreet (en) (mini-série, 2011)
- Devil's Playground (en) (2014)
- Secret City (en) (2016–en cours)
- The Kettering Incident (en) (2016)
- A Place to Call Home (dès la 4e saison, 2016–2018)
- Picnic at Hanging Rock (en) (2018)
- Fighting Season (en) (2018)
- Lambs of God (en) (2019)